# 骨碎补
骨碎补，又稱為狼尾蕨、兔腳蕨，为骨碎补科骨碎补属下的一个种。原產於日本和東南亞，廣泛用於園藝種植用途，亦可入藥。

## 特性
植株高15-20厘米。根狀莖藥用，功能堅骨、補腎。肉質根莖裸露在外，表面有褐色鱗片與毛茸如同兔腳，花農因此稱做兔腳蕨或狼尾蕨。狼尾蕨喜溫暖半陰環境，能耐一定的乾燥，土壤以疏鬆透氣的沙質壤土為主，半耐寒，冬季不能低於5℃。

## 分佈
分佈於遼寧（大連）、山東（青島和昆嵛山）、江蘇（海州）和台灣；朝鮮南部，日本也有。附生於海拔500-700米石上或樹上。

## 性味歸經
苦、溫；入肝、腎經。

## 延伸阅读
[在维基数据编辑]
 《欽定古今圖書集成·博物彙編·草木典·骨碎補部》，出自陈梦雷《古今圖書集成》

## 外部連接
- 維基物種上的相關：骨碎补
- 骨碎補 gusuibu （狼尾蕨、磁山骨碎補、海州骨碎補…）
- 如何養好狼尾蕨
- 骨碎補 中藥材圖像數據庫  (香港浸會大學中醫藥學院) （中文）（英文）